# Ókori mezopotámiai öltözködés
Az ókori Mezopotámia területéért sok nép harcolt, akiknek kultúrája mind hatással volt az itt élők öltözködésére is. A mezopotámiai öltözékeknek sok változata alakult ki a korai sumér rojtruháktól az újsumér gudeai fénykort jelző öltözéken át a militarizált Asszíria hierarchiáját jelző darabokig.

## Sumérok

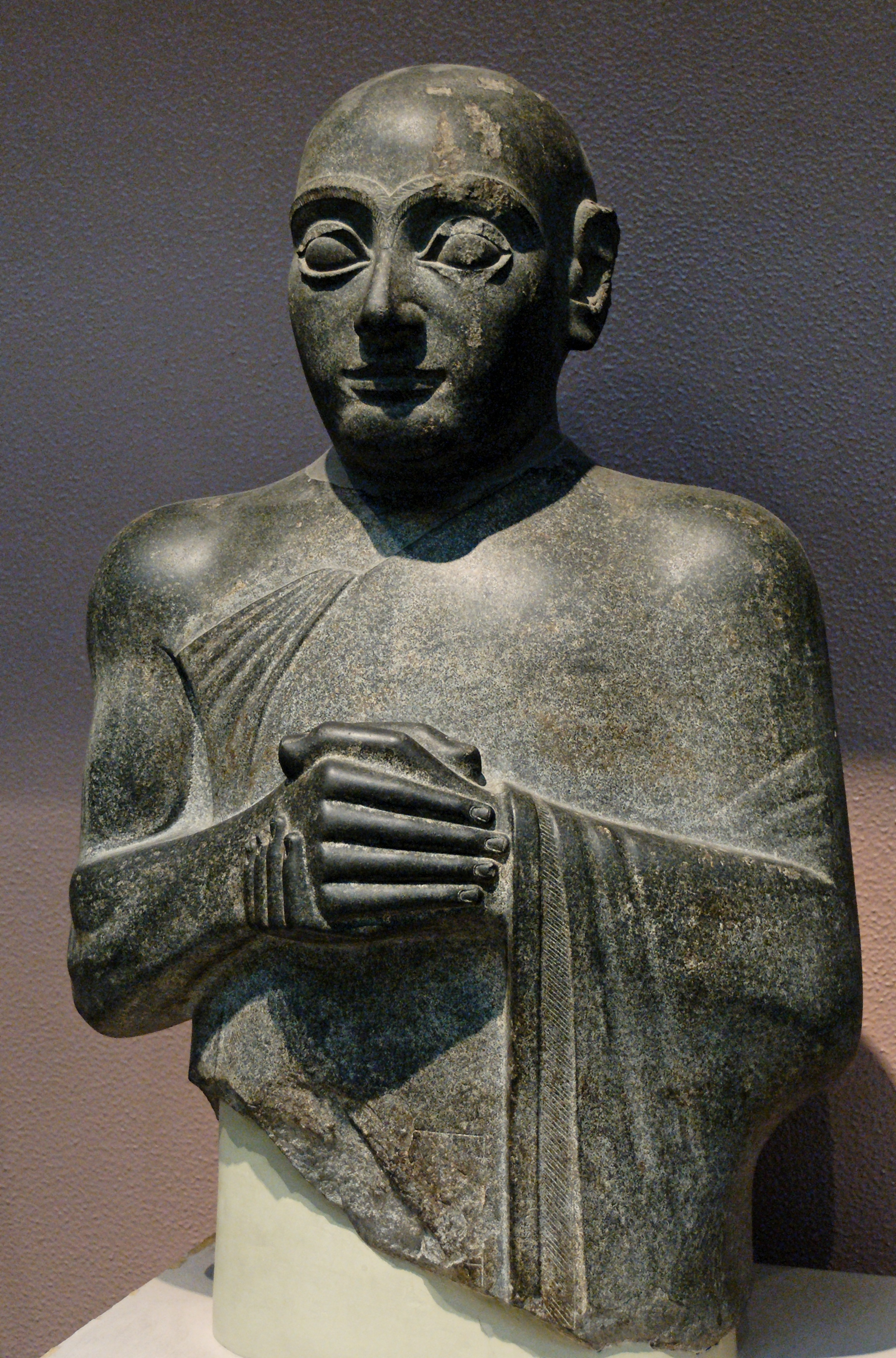
Gudea, Lagas királya kaunaszban

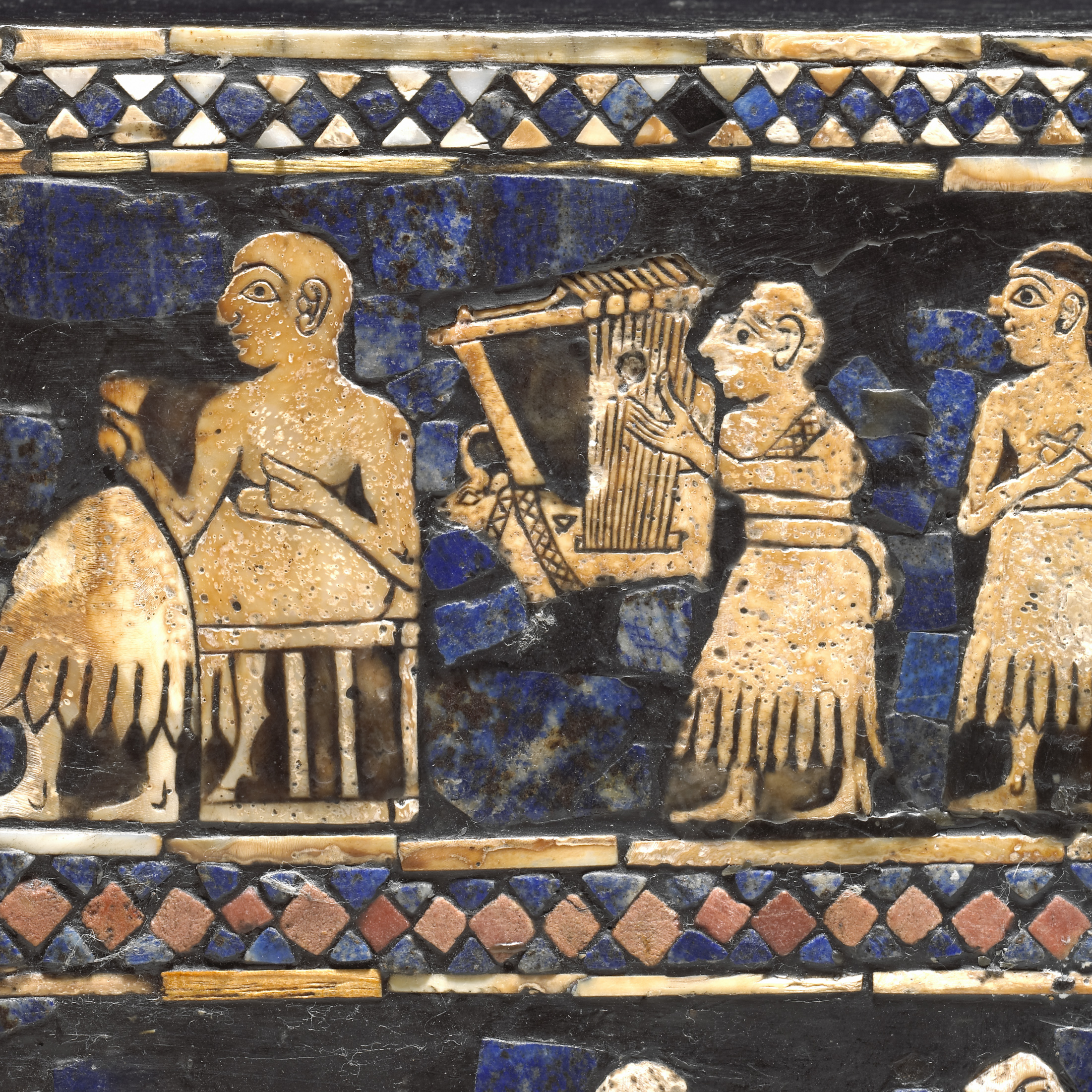
Sumér rojtruhák

Mezopotámiában az i. e. 3. évezred elején a sumérok voltak az urak, és az ennek az évezrednek a közepéről, Lagasból származó domborműn és gipsz szobrokon, amik a sumérok első királyát, Ur-Ninát és családját ábrázolja, már jól látható a korai rojtruha, ami egyszer deréktól lefelé, másszor az egyik vállon átvetve takarta be a testet. Egyes kutatók szerint ez állatbőrből készült ruha, de a felület szabályossága inkább arra utal, hogy az anyag egy állatbőrt utánzó rojtos szövet.
A ruhadarab eredete egészen nyilvánvaló, mivel a sumérok hegylakó állattenyésztő népek voltak Mezopotámiába érkezésük előtt, és azokon a vidékeken az öltözetük hosszú szőrű állat prémje lehetett. Öltözékük azonban úgy változott, ahogy a textilművesség és a szövés fejlődött: az állatbőrt utánzó szöveteket, amik frottírszerűek voltak, simákkal cserélték fel, mivel ez jobban megfelelt a folyamközi éghajlatnak. Az ún. sumér-reneszánsz korban (i. e. 22.-18. század) Lagas uralkodójának Gudeának szobrain már ez a megváltozott viselet látható. Eszerint a rojtruha eltűnt, helyét az ún. sumér köpeny foglalta el. Ez egy hosszúkás, sima szövetdarab, amit a testre csavartak úgy, hogy kissé redőzött legyen. Az jobb váll szabadon maradt, ami fontos volt a harc miatt, a másik oldalon pedig a szövet végét a felső szegélybe dugták. Az öltözék testre csavarásának ez a módja több évezreden keresztül fennmaradt, csupán változatai alakultak ki. Az ilyen ruha általános neve kaunasz volt.
A nők úgy viselték lepelruhájukat, hogy a négyszögletes anyagot a mellükre terítették, majd a hónuk alatt hátravitték és keresztben újra előrehozták a válluk felett a sarkokat.
A kor szépségideálja a zömök alak, vastag lábakkal és karokkal, a rövid nyak. Igen szőrösek voltak, ezt még ruhájukkal (rojtok) is hangsúlyozták. A férfiaknál divat volt a hosszú, göndör szakáll.

## Babiloniak
Ezt a ruhafélét babilóniai pecséthengerek ábrázolásain is meg lehet figyelni. A kétféle típus közül az egyik még a rojtszoknyára emlékeztet, a másik pedig sima szövetből készült testre csavart kaunakasz, amit a szélein díszít rojt.
Babilon az i. e. 3. évezredben még sumér város volt, de a sumér majd akkád birodalmak széthullása után az i. e. 18. század körül vezető szerephez jutott. Királya, Hammurapi egységes állammá szervezte a városokat és a következő évszázadokban Babilónia Elő-Ázsia legfontosabb kézműves és kereskedőközpontjává vált.
Az itt gyártott textilt, amiket lenből és gyapjúból állítottak elő, olyan hírnévre tettek szert, hogy a rómaiak még ezer évvel később is babylonicának nevezték a mintás keleti szöveteket. A ruhák alapanyagául szánt gyapjút és gyapotot nem csak helyben állították elő, de Indiából is importálták.

## Asszíria

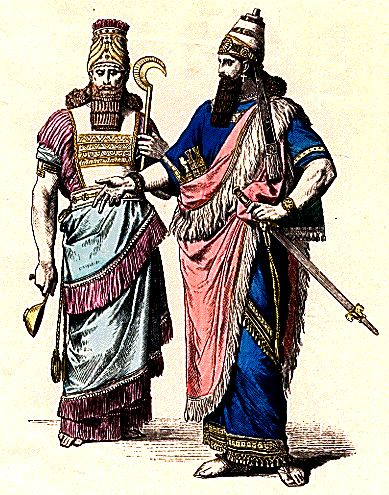
Asszír főpap és király ruházata

Az asszírok többször megtámadták Babilóniát, majd végül el is foglalták annak teljes területét. Az asszírok a meghódított vidékeken sajátos művészetet teremtettek. A fennmaradt asszír győzelmi domborműveknek is köszönhető, hogy az asszír öltözködésről viszonylag pontos képet lehet alkotni.
Az asszírok alapöltözete egy tunikaszerű sima ing volt, a kandys, aminek több változata volt. A harcosok és a szolgák egészen rövid tunikát viseltek, a királyok és a főpapok viszont egy hosszú, bokáig érő, bordűrös, rojtos ruha, afféle "kabát" viselésére voltak jogosultak. A ruhát körökből és négyszögekből álló minták díszítik, amik a szövéstechnika magas fejlettségére utalnak.
Az asszírok öltözködésében is megfigyelhető a rojtos kaunasz, de nem az eredeti, hanem egy változata: egy keskeny, igen gazdagon mintás rojtos szélű textilt csavartak spirálszerűen a tunika fölé, de ez az öltözék nem volt általános, mert a kézművesek, a szolgák és a vadászok sosem viseltek ilyet. A legszebb spirálos ruha a királyé volt, a fején mindehhez még egy tiarát is viselt, aminek csonka kúphoz hasonló alakja volt. A tiaráról a vezér jeléül még két bíborvörös infula, azaz keskeny szalag lógott le. A királyok öltözékét ezenkívül bika, oroszlán vagy pálmafa díszítette.
Az asszírok ruhái igen színesek voltak, kedvelték az élénk, erős színeket. Az ábrázolások között látható zöld ruha piros szegéllyel, de volt a zöld és sárga színek váltakozásával színezett ruha is, ezen kívül kedvelték a buzérvöröst, a lilát, és az indigókéket is. A lábbelik is igen sokfélék. A kaunaszhoz hímzett bőrszandált, a harcosok hosszú szárú fűzős csizmát hordtak.
A különféle rangok jelzésére vállszalagokat is hordtak, amiket eltérő módon csavartak a testre. A vezér vagy az első miniszter egyszerű, de nagyon hosszú rojtokkal ellátott szalagot viselt, a dupla, hosszú, keresztben viselt rojtos változat a ceremóniamester viselete volt, a kisebb rangú hivatalnokok, mint a pohárnok vagy a fegyvernök rövid bojttal ellátott szalagot hordtak. Az egészen alacsony rangúaknak nem járt vállszalag.
Hajukat középen elválasztva hordták. Fülük mögött hátrafésülték, alul pedig csigákba rakták. A szakállukat az áll magasságáig csigákba rakták, a végét pedig egyenesre lenyírták.
A katonák süveg alakú, arcot takaró sisakot, és bölénybőrből készült ruhát viseltek. Ez utóbbit fémlemezekkel erősítették meg a mellen. Ez alá  a rövid ruha alá nemezelt nadrágot és fűzős csizmát hordtak. Pajzsot is használtak, ami kerek vagy ovális alakú volt, és előfordult, hogy teljesen félgömb alakúra képezték ki.

## Perzsák
A perzsák az i. e. 6. században győzték le az asszírokat. Kürosz i. e. 539-ben elfoglalta Babilont, és a perzsa birodalom egészen i. e. 331-ig, Nagy Sándor hódításáig szüntelenül fejlődő, virágzó kultúrát mondhatott magáénak. A perzsáknak igen jó érzékük volt ahhoz, hogy más népek kulturális és gazdasági szokásaihoz igazodjanak, már Hérodotosz is megjegyezte, hogy "a perzsák minden más népnél szívesebben veszik át az idegenek szokásait."
Öltözködésükben azonban ez a szokás csak részben mutatkozott meg. A ruhák mintái szorosan kapcsolódnak az asszír ruhákéihoz, de ami a formát illeti, megmaradtak a saját, hidegebb fennsíkokon élő nép szokásainál. A perzsák nem viseltek testre csavart öltözékeket, a ruházatuk derékig zárt, lefelé szélesedő ujjas köpenyből állt, ami alatt egy bő nadrágot viseltek, ami bokánál összeszűkült. Mindehhez magas szárú, puha csizmát viseltek.
A nők - ahogy az elő-ázsiai népeknél szokás volt - a férfiakhoz hasonlóan öltözködtek. Kicsivel több ékszert viseltek és a hajukat és a fejdíszeiket is másképp viselték, de a ruha formai megoldásainak eltérései nem számottevőek.

## A mezopotámiai öltözékek hatása
Az elő-ázsiai öltözettípusok szerkezete a görögökön keresztül eljutott Európába is. Ezt jelzi a khitón szó, ami görög viseletformát jelöl. Maga a szó sémi eredetű, mely az akkád nyelvben vásznat, ruhadarabot jelölt, a héberben pedig tunikát, inget.